# 小川村 (奈良県)
小川村（おがわむら）は、奈良県南東部、吉野郡に属していた村。現在は東吉野村の一部。

## 歴史
- 1889年（明治22年）4月1日 - 町村制の施行により、吉野郡 鷲家口村、小村、木津川村、小栗栖村、中黒村が合併し、吉野郡小川村が成立。
- 1949年（昭和24年）1月1日 - 高見村から大字鷲家を編入。
- 1958年（昭和33年）3月1日 - 四郷村、高見村と合併し、東吉野村が発足。同日小川村廃止。

## 交通

### 鉄道路線
村内を通過する鉄道路線なし

### 道路
- 二級国道166号（現：国道166号）

## 名所・旧跡・観光スポット・祭事・催事
- 丹生川上神社
  - 小川祭

## 教育施設
- 丹生川上神社
- 奈良県立大宇陀高等学校小川分校：1952年度より生徒募集を停止。1953年3月末に廃止。